# Joakim Nilsson (Fußballspieler, 1966)
Joakim Nilsson (* 31. März 1966 in Landskrona) ist ein ehemaliger schwedischer Fußballspieler.

## Laufbahn
Nilsson spielte für Malmö FF in der Allsvenskan. 1990 wechselte er nach Spanien zu Sporting Gijón, wo er bis 1993 aktiv war.
Nilsson hat 27 Länderspiele für Schweden bestritten. Mit der Landesauswahl nahm er an der Weltmeisterschaft 1990, bei der die schwedische Auswahl in der Vorrunde scheiterte, und der Europameisterschaft 1992 im eigenen Land, bei der das Halbfinale erreicht wurde, teil. Zudem gehörte er bei den Olympischen Spielen 1988 zum schwedischen Aufgebot.
| Personendaten    | Personendaten               |
| ---------------- | --------------------------- |
| NAME             | Nilsson, Joakim             |
| KURZBESCHREIBUNG | schwedischer Fußballspieler |
| GEBURTSDATUM     | 31. März 1966               |
| GEBURTSORT       | Landskrona                  |